# Schnüffeln (Drogenkonsum)

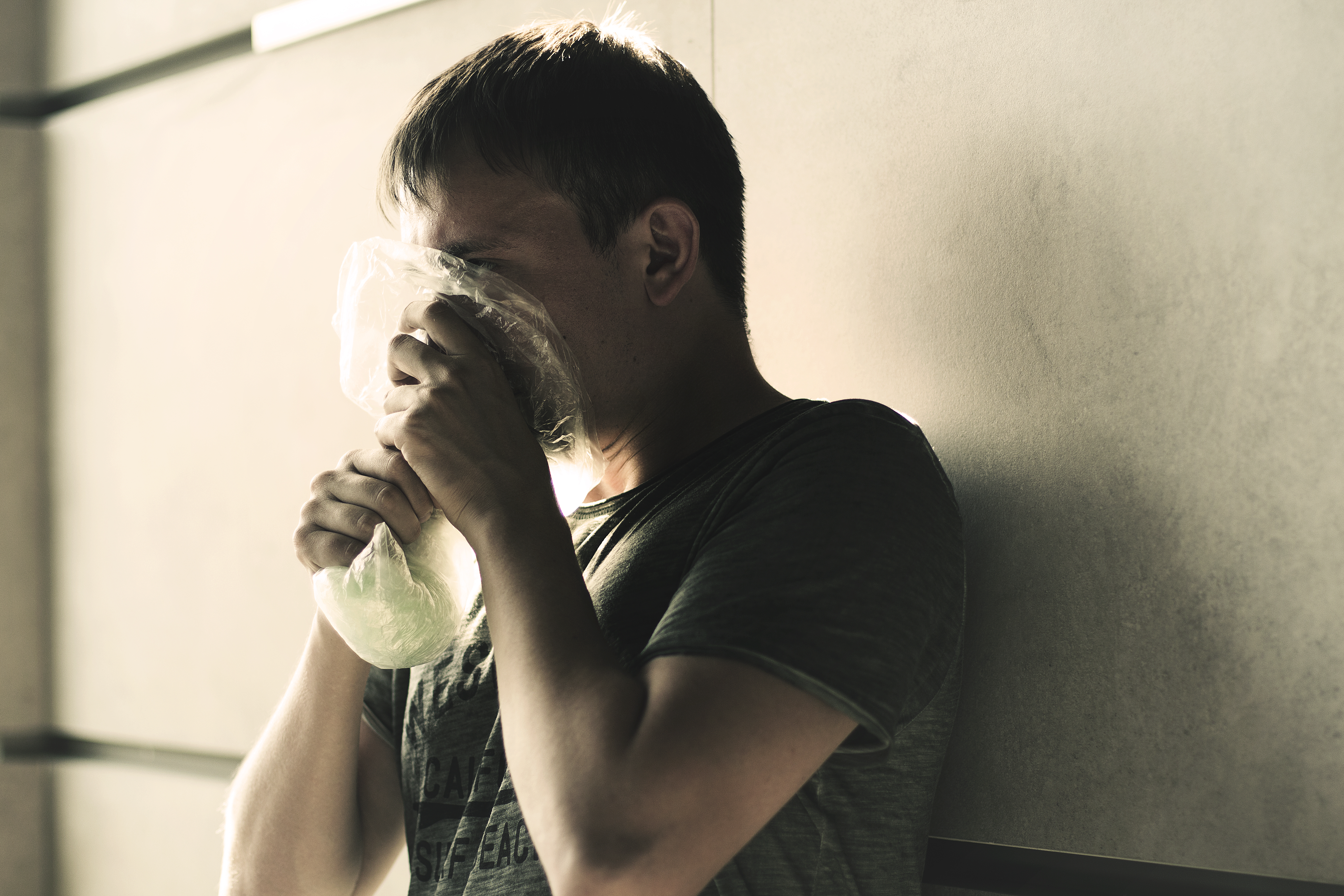
Ein Süchtiger schnüffelt Klebstoff

Als Schnüffeln wird die missbräuchliche Verwendung flüchtiger industrieller Lösungsmittel unterschiedlicher chemischer Struktur bezeichnet. Bei diesen „Schnüffelstoffen“ handelt es sich hauptsächlich um Benzin, Aceton, Toluol, Trichlorethylen, Ethylacetat und Fluorkohlenwasserstoffe. In der ICD-10 werden die daraus entstehenden Störungen unter F18 zusammengefasst.
Verglichen mit den anderen Suchtmitteln liegt hier eine Besonderheit vor: Diese Mittel sind nicht für den menschlichen Gebrauch gedacht. Sie dienen vielmehr dazu, bestimmte chemische Werkstoffe wie beispielsweise Farben, Kleber, Kautschuk und Kosmetika für die vereinfachte Verarbeitung aufzubereiten. Die Lösungsmittel werden in chemischen Industrieverfahren hergestellt und zeichnen sich durch einen intensiven charakteristischen Geruch und durch eine hohe Flüchtigkeit aus. Das führt dazu, dass die Luft über dem Mittel mit dem Dampf dieser Stoffe angereichert ist.

## Rechtslage
Da die genannten Stoffe in Deutschland nicht unter das Betäubungsmittelgesetz (BtMG) fallen, gibt es keine genauen Statistiken über die Verbreitung und Anzahl des „Schnüffelns“. Die genannten Stoffe fallen jedoch unter die Definition von § 2 Abs. 1 des Arzneimittelgesetzes (AMG), sobald sie für die Anwendung an Mensch oder Tier bestimmt sind. Somit ist Herstellung und Verkauf einer Substanz nach dem AMG reguliert, unabhängig davon, in welcher Form die Substanz vorliegt, wenn sie in Bestimmung § 2 Abs. 1 erfüllt. Der Verkauf und die Herstellung von Arzneimitteln ohne Genehmigung ist strafbar nach AMG § 2 Abs. 1 Nr. 5 a. F., § 2 Abs. 1 Nr. 2a n. F., § 5, § 95 Abs. 1 Nr. 1, StPO § 354a. Dies wurde in einem Urteil des Bundesgerichtshofs zu der frei verfügbaren Chemikalie γ-Butyrolacton (GBL) bestätigt, welche nach dem AMG als Arzneimittel eingestuft wird, sobald sie für den Konsum bzw. Gebrauch an Mensch oder Tier bestimmt ist.

## Musik
1976 veröffentlichten die Ramones den Song Now I Wanna Sniff Some Glue, welcher Berauschung an Klebstoff-Ausdünstungen thematisiert.